# 橄榄球星之死
《橄榄球星之死》（英語：The Tillman Story），导演埃米尔·巴尔-列维，叙述人乔什·布洛林，主演帕特·提尔曼。

## 剧情
美国著名职业橄榄球球星帕特·提尔曼退役橄榄球界后，他加入了美国军队，2004年4月，他死在阿富汗战场，美国官方谎称他被阿富汗基地组织逮捕杀害，事实上，他是被美国军队自己人误杀。

## 演出
- 帕特·提尔曼（英语：Pat Tillman） 出演 他自己

## 上映
该片在美国热映，而且被送到阿富汗战场美国营地放映。